# Visarenden
De visarenden (Pandionidae) zijn een van de families binnen de orde van de roofvogels (Accipitriformes).

## Kenmerken
Deze familie verschilt in een aantal opzichten van de roofvogels uit de familie van de havikachtigen (Accipitridae). Bijvoorbeeld de poten vertonen markante verschillen. Zo zijn de tenen allemaal even lang. Havikachtigen (en ook valken) hebben klauwen waarbij drie tenen (met scherpe nagels) naar voren wijzen en één teen (met scherpe nagel) naar achteren. Bij de visarend kan een teen zowel naar voren als naar achteren wijzen. Een prooi wordt met twee tenen naar voren en twee naar achteren vastgepakt (zoals ook bij uilen). De nagels zijn lang, puntig en op doorsnede rond. Verder zitten er uitsteeksel aan de tenen die het mogelijk maken om glibberige vissen goed vast te houden. Ook uit DNA-onderzoek naar de taxonomie van de vogels blijkt de uitzonderlijke positie van de visarenden ten opzichte van de andere dagroofvogels.

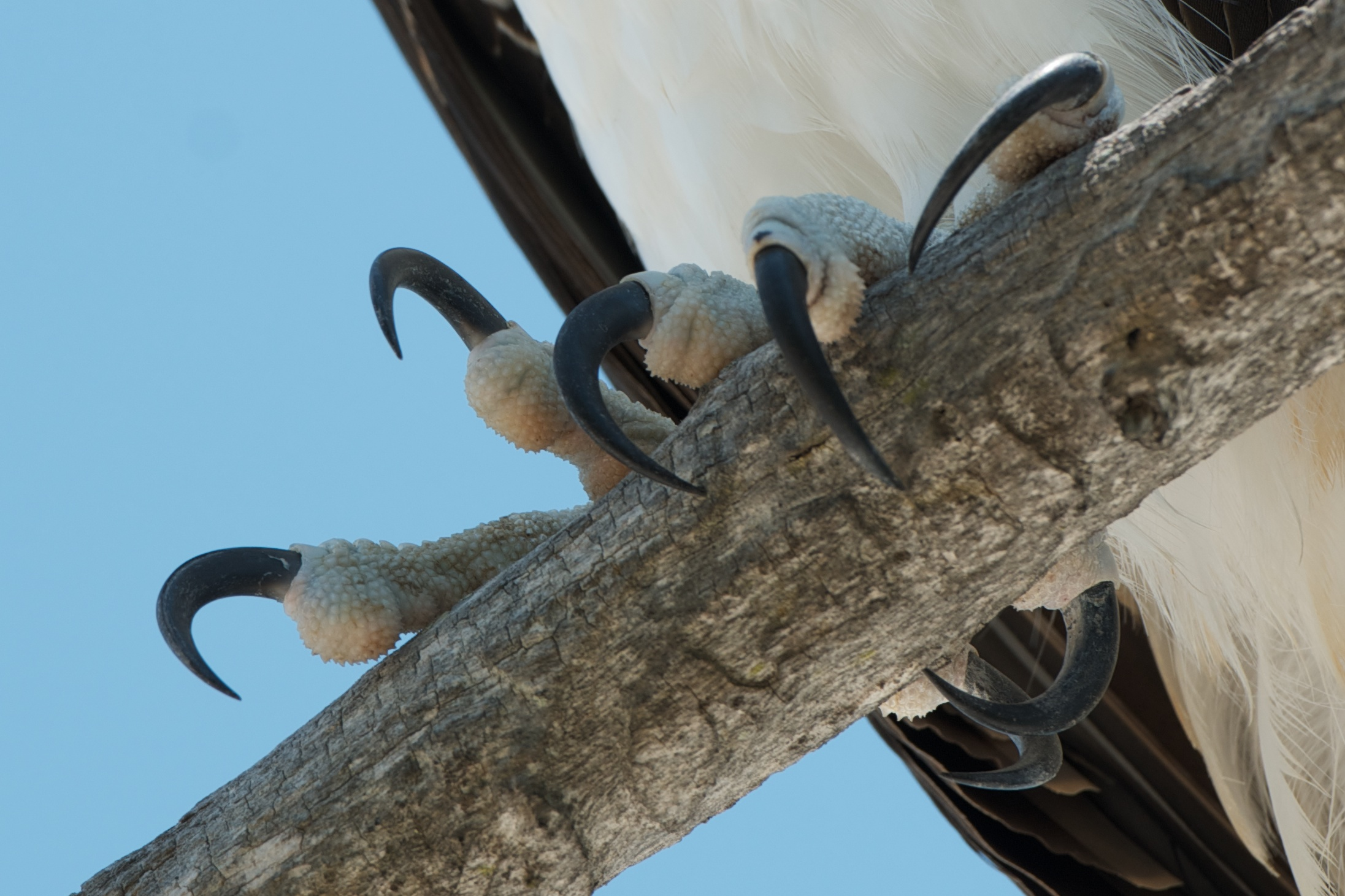
Klauwen van de visarend

## Taxonomie
Tot de familie behoort één geslacht:
- Geslacht Pandion

Havikachtigen (Accipitridae) · Gieren van de Nieuwe Wereld (Cathartidae) · Visarenden (Pandionidae) · Secretarisvogels (Sagittariidae) · Teratornithidae (†)